# Wienhagener Aussichtsturm
Der Wienhagener Aussichtsturm ist ein 16,32 m hoher Aussichtsturm und zugleich ein Denkmal für die Gefallenen des Ersten Weltkriegs. 

## Lage
Der Wienhagener Aussichtsturm steht auf der höchsten Stelle, 479 m ü. NHN, des gleichnamigen Berges Wienhagen. 
Er liegt in Kierspe im Märkischen Kreis.
Naturräumlich befindet sich der Turm im Wipperquellgebiet, das wiederum den Bergischen Hochflächen zugeordnet ist. 
Der Wienhagen ist ein markanter Punkt an der Grenze Westfalens zum Rheinland.

## Geschichte

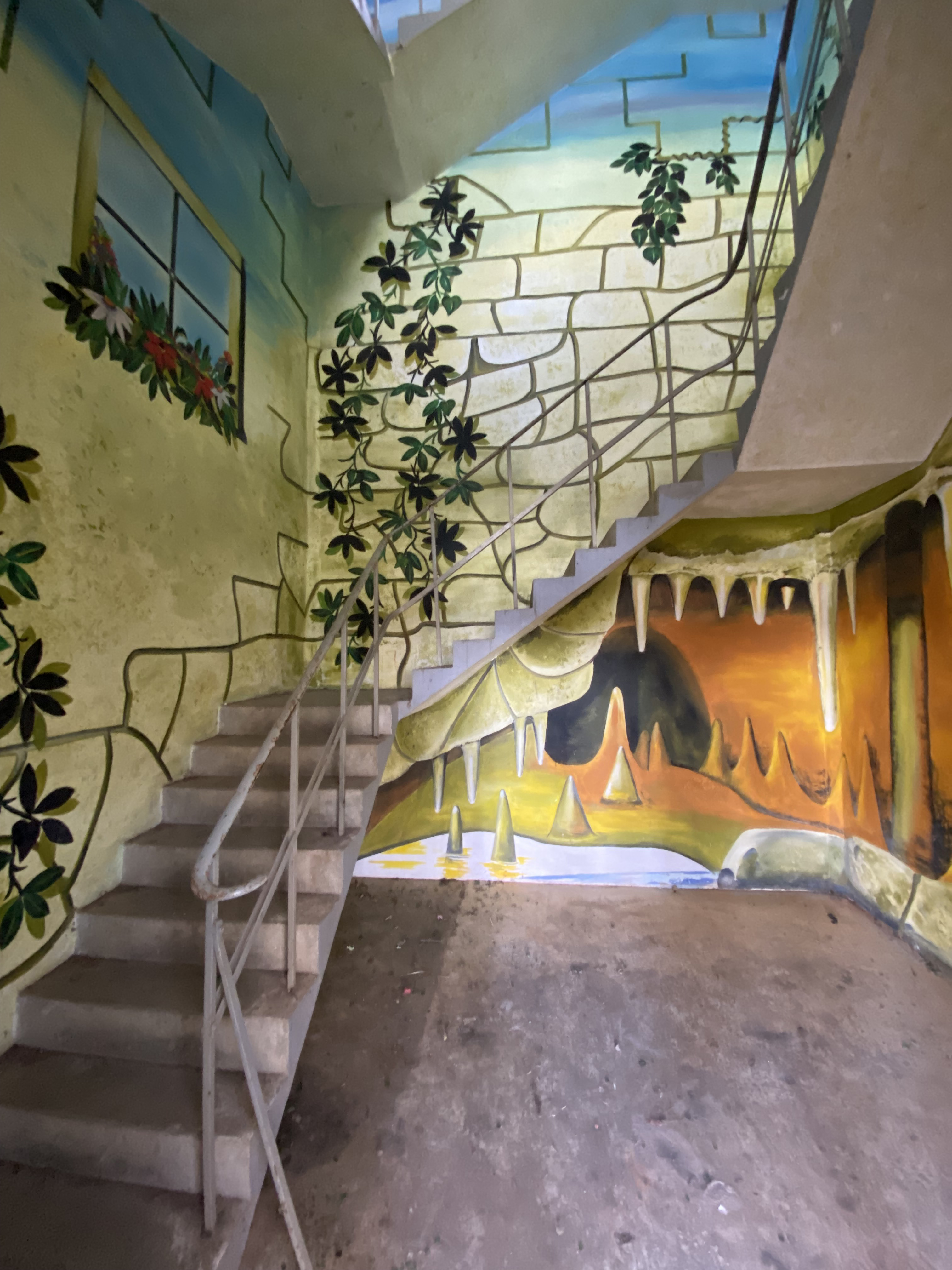
Der Wienhagener Aussichtsturm von innen

Vor dem Bau des heutigen Aussichtsturms stand auf dem Wienhagen ein Holzturm. Der neue Betonturm wurde durch den damaligen Bürgermeister des Amtes Kierspe, Amtmann Hildebrandt, am 29. September 1929 eingeweiht.
Im Jahr 1974 stellte die Stadt Kierspe Mittel bereit, um den Abriss des baufälligen Turms zu verhindern. 
Seit 1985 wird der Wienhagener Aussichtsturm als Denkmal in der Denkmalliste der Stadt Kierspe geführt.
Im Jahr 2000 musste der Turm erneut restauriert werden. Dabei bemalte der Kiersper Künstler Werner Baumgart den Turm von innen.